# プリメーラ・ディビシオン・フェメニーナ
プリメーラ・ディビシオン・デ・ラ・リーガ・デ・フトボル・フェメニーノ（スペイン語: Primera División de la Liga de Fútbol Femenino）は、現在リーガ F（スペイン語: Liga F）として知られる、スペインの女子サッカーの最上位リーグである。男子のラ・リーガに相当し、リーガ・プロフェッショナル・フェミニーナ・デ・フットボル（LPFF）が主催している。欧州サッカー連盟（UEFA）ランキングによるランキング上位6カ国の国内リーグの1つとして、欧州で最も重要な女子リーグの1つとされている。2021-22シーズンからは、UEFA女子ランキングによって決定される上位3チームがUEFA女子チャンピオンズリーグへの出場権を獲得する。

## 概要
1988年にリーガ・ナシオナル(Liga Nacional)として創設された。創設年にはオリンピコ・フォルトゥーナ(Olímpico Fortuna)、プエンテ・カストロ(Puente Castro)、パルケ・アルコベンダス(Parque Alcobendas)、サンタ・マリーア・アトレティコ(Santa María Atlético)、バジェス・オクシデンタル(Vallés Occcidental)、RCDエスパニョール、FCバルセロナ、CEサバデル・イ・ペーニャ・バルセロニスタ(CE Sabadell y Peña Barcelonista)の8チームがリーグに参加した。1996-97シーズン、リーグは4グループに分かれてリーグ戦を戦った後各グループ1位が準決勝に進む方式に改定された。
2001-02シーズンにリーグはスーペルリーガと改名され、それまでのグループで戦った後決勝トーナメントを戦う方式から14チームがホーム・アンド・アウェーで戦うリーグ戦方式に改定された。2008–09シーズンにはリーグに参加するクラブ数が14から16チームへ増加した。
2009-10シーズンにスーペルリーガはチーム数を16から24に増やしたが、試合の質の低下や試合数の大幅な増加によりクラブや選手から批判を受けたため、8チームずつ3つのグループに分けてリーグ戦を戦った後、各組2位以内のチームと3位の内成績上位2チームで上位リーグ、以下成績毎に8チームずつ3つのグループに再編成して再びリーグを戦う方式に変更した。さらに、このシーズンの途中で2チームが財政難のためリーグ戦を辞退した。
2011-12シーズンにはそれまでのグループリーグ戦方式は廃止され、18チームがホームアンドアウェーで戦う方式に戻った。2012-13シーズンよりチーム数は16になった。
プリメーラ・ディビシオン・フェメニーナはドイツ女子リーグやフランス女子リーグ、スウェーデン女子リーグといった国々の女子サッカーリーグに比べ、UEFA女子チャンピオンズリーグでの実績には劣るものの、UEFA内で強豪リーグの地位を保っている。2018-19シーズンのUEFA女子チャンピオンズリーグではアトレティコ・マドリードが準優勝した。
エスパニョールでのプレー経験のある山本摩也によれば、実情としてはバルセロナの一強とその他のチームという構造が出来上がっているものの、そのバルセロナが欧州で結果を出したり、バロンドールを輩出したり、男子チームが使用する大きい箱のカンプ・ノウ（ホームスタジアム）を使用した時に完売させたりと、派手なニュースを出しているのも、スペインは強くなっている印象を世界に与えられている要因と指摘した。

## リーグ方式
リーグは16チームで構成され、2回戦総当りで対戦する。ウインターブレイク（12月第3週～1月第1週）を挟んで9月から翌年の5月まで開催される。リーグ下位2チームはプリメーラ・フェデラシオン(2部)に降格となる。リーグ優勝チームにはUEFA女子チャンピオンズリーグ本戦、2位と3位のチームには予選ラウンドの出場権がそれぞれ与えられる。

## 2024-25シーズン所属クラブ
| クラブ名                     | ホームタウン                                         |
| ---------------------------- | ---------------------------------------------------- |
| アラマ                       | ムルシア州アラマ・デ・ムルシア                       |
| アスレティック・クラブ       | バスク州ビルバオ                                     |
| アトレティコ・マドリード     | マドリード州マドリード                               |
| FCバルセロナ                 | カタルーニャ州バルセロナ                             |
| グラナダ                     | アンダルシア州グラナダ                               |
| レバンテ                     | バレンシア州バレンシア                               |
| ラス・プラナス               | カタルーニャ州サン・ジュアン・ダスピ                 |
| マドリードCFF                | マドリード州サン・セバスティアン・デ・ロス・レイエス |
| ベティス                     | アンダルシア州セビリア                               |
| レアル・マドリード           | マドリード州マドリード                               |
| レアル・ソシエダ             | バスク州サン・セバスティアン                         |
| セビージャ                   | アンダルシア州セビリア                               |
| スポルティング・デ・ウエルバ | アンダルシア州ウエルバ                               |
| テネリフェ                   | カナリア諸島州グラナディージャ・デ・アボナ           |
| バレンシアCF                 | バレンシア州バレンシア                               |
| ビジャレアルCF               | バレンシア州ビジャレアル                             |

## 歴代優勝チーム
| シーズン | 優勝                                 |
| -------- | ------------------------------------ |
| 1988-89  | ペーニャ・バルセロニスタ・バルセロナ |
| 1989-90  | アトレティコ・ビジャ・デ・マドリード |
| 1990-91  | オイアルツンKE                       |
| 1991-92  | アニョルガKKE                        |
| 1992-93  | CFオロキエッタ・ビジャベルデ         |
| 1993-94  | CFオロキエッタ・ビジャベルデ         |
| 1994-95  | アニョルガKKE                        |
| 1995-96  | アニョルガKKE                        |
| 1996-97  | サン・ビンセント・バレンシアCFF      |
| 1997-98  | クルブ・アトレティコ・マラガ         |
| 1998-99  | CFオロキエッタ・ビジャベルデ         |
| 1999-20  | CFイレックス・プエブラ               |
| 2000-01  | レバンテUD                           |

| シーズン                 | クラブ数 | 優勝                     | 勝点 | 準優勝                   | 勝点 | 3位                      | 勝点 |       |
| ------------------------ | -------- | ------------------------ | ---- | ------------------------ | ---- | ------------------------ | ---- | ----- |
| スーペル・リーガ         |          |                          |      |                          |      |                          |      |       |
| 2001-02                  | 11       | レバンテUD               | 57   | イレックス・プエブラ     | 51   | RCDエスパニョール        | 37   |       |
| 2002-03                  | 12       | アスレティック・ビルバオ | 55   | レバンテUD               | 55   | イレックス・プエブラ     | 46   |       |
| 2003-04                  | 14       | アスレティック・ビルバオ | 60   | CEサバデル               | 58   | レバンテUD               | 58   |       |
| 2004-05                  | 14       | アスレティック・ビルバオ | 66   | レバンテUD               | 63   | RCDエスパニョール        | 57   |       |
| 2005-06                  | 13       | RCDエスパニョール        | 60   | CDイスパリス             | 60   | レバンテUD               | 55   |       |
| 2006-07                  | 14       | アスレティック・ビルバオ | 64   | RCDエスパニョール        | 63   | レバンテUD               | 55   |       |
| 2007-08                  | 14       | レバンテUD               | 71   | ラージョ・バジェカーノ   | 71   | アスレティック・ビルバオ | 53   |       |
| 2008-09                  | 16       | ラージョ・バジェカーノ   | 81   | レバンテUD               | 76   | アスレティック・ビルバオ | 65   |       |
| 2009-10                  | 22       | ラージョ・バジェカーノ   | -    | RCDエスパニョール        | -    | アスレティック・ビルバオ | -    |       |
| 2010-11                  | 23       | ラージョ・バジェカーノ   | -    | RCDエスパニョール        | -    | アスレティック・ビルバオ | -    |       |
| プリメーラ・ディビシオン |          |                          |      |                          |      |                          |      |       |
| 2011-12                  | 18       | FCバルセロナ             | 94   | アスレティック・ビルバオ | 91   | RCDエスパニョール        | 76   |       |
| 2012-13                  | 16       | FCバルセロナ             | 76   | アスレティック・ビルバオ | 74   | アトレティコ・マドリード | 68   |       |
| 2013-14                  | 16       | FCバルセロナ             | 79   | アスレティック・ビルバオ | 69   | アトレティコ・マドリード | 54   |       |
| 2014-15                  | 16       | FCバルセロナ             | 77   | アトレティコ・マドリード | 69   | アスレティック・ビルバオ | 65   |       |
| 2015-16                  | 16       | アスレティック・ビルバオ | 78   | FCバルセロナ             | 77   | アトレティコ・マドリード | 69   |       |
| 2016-17                  | 16       | アトレティコ・マドリード | 78   | FCバルセロナ             | 75   | バレンシアCF             | 68   |       |
| 2017-18                  | 16       | アトレティコ・マドリード | 77   | FCバルセロナ             | 76   | アスレティック・ビルバオ | 56   |       |
| 2018-19                  | 16       | アトレティコ・マドリード | 84   | FCバルセロナ             | 78   | レバンテUD               | 57   |       |
| 2019-20                  | 16       | FCバルセロナ             | 59   | アトレティコ・マドリード | 50   | レバンテUD               | 45   | [ 4 ] |
| 2020-21                  | 18       | FCバルセロナ             | 99   | レアル・マドリード       | 74   | レバンテUD               | 70   |       |
| 2021-22                  | 16       | FCバルセロナ             | 90   | レアル・ソシエダ         | 66   | レアル・マドリード       | 60   |       |
| 2022-23                  | 16       | FCバルセロナ             | 85   | レアル・マドリード       | 75   | レバンテUD               | 66   |       |
| 2023-24                  | 16       | FCバルセロナ             | 88   | レアル・マドリード       | 73   | アトレティコ・マドリード | 61   |       |
| 2024-25                  | 16       | FCバルセロナ             | 84   | レアル・マドリード       | 76   | アトレティコ・マドリード | 58   |       |

## 歴代優勝回数
| クラブ                       | 優勝 | 2位 | 優勝シーズン                                                                             |
| ---------------------------- | ---- | --- | ---------------------------------------------------------------------------------------- |
| FCバルセロナ                 | 10   | 5   | 2011-12, 2012-13, 2013-14, 2014-15, 2019-20, 2020-21, 2021-22, 2022-23, 2023-24, 2024-25 |
| アスレティック・ビルバオ     | 5    | 3   | 2002-03, 2003-04, 2004-05, 2006-07, 2015-16                                              |
| レバンテUD                   | 4    | 4   | 1996-97, 2000-01, 2001-02, 2007-08                                                       |
| アトレティコ・マドリード     | 4    | 3   | 1989-90, 2016-17, 2017-18, 2018-19                                                       |
| アニョルガKKE                | 3    | 3   | 1991-92, 1994-95, 1995-96                                                                |
| CDオロキエッタ・ビジャベルデ | 3    | 2   | 1992-93, 1993-94, 1998-99                                                                |
| ラージョ・バジェカーノ       | 3    | 1   | 2008-09, 2009-10, 2010-11                                                                |
| RCDエスパニョール            | 1    | 3   | 2005-06                                                                                  |
| CFイレックス・プエブラ       | 1    | 2   | 1999-00                                                                                  |
| ペーニャ・バルシロナ         | 1    | 1   | 1988-89                                                                                  |
| オイアルツンKE               | 1    | 0   | 1990-91                                                                                  |
| アトレティコ・マラガ         | 1    | 0   | 1997-98                                                                                  |
| レアル・マドリード           | 0    | 4   |                                                                                          |
| CEサバデル                   | 0    | 2   |                                                                                          |
| FFPアルコベンダス            | 0    | 1   |                                                                                          |
| ADトレホンCF                 | 0    | 1   |                                                                                          |
| SDエイバル                   | 0    | 1   |                                                                                          |
| セビージャFC                 | 0    | 1   |                                                                                          |
| レアル・ソシエダ             | 0    | 1   |                                                                                          |